# X-Cell Records
X-Cell Records ist ein deutsches Plattenlabel für Popmusik mit Sitz in Berlin, das 1998 von George Glueck gegründet wurde. Bis 2006 kooperierte es mit der Sony Music Entertainment. Es gehört heute zur Universal Music Group, nachdem diese Gluecks früheren Joint-Venture-Partner BMG Music Publishing Anfang 2007 übernommenen haben.

## Musiker
Die X-Cell Records verfügt über die Verwertungsrechte der Werke vieler Musiker, darunter:
- Annemarie Eilfeld
- Band ohne Namen
- Dean Dawson
- Die Prinzen
- Grossstadtgeflüster
- H-Blockx
- Ich + Ich
- Lulu Lewe
- Marc Terenzi
- Melanie Thornton
- Olli Dittrich
- Passion Fruit
- Sarah Connor
- Selina Herrero
- Sofaplanet
- Texas Lightning